# Jane Oineza
Elizabeth Jane Urbano Oinez (Bani, Pangasinán, 22 de julio de 1996 (28 años) es una actriz, cantante y modelo filipina. Desde sus inicios se hizo conocer como actriz en programas de televisión infantil como Goin' Bulilit y Kung Fu Kids, además formando parte de "Pinoy Big Brother", un programa de espectáculos. Ella también ha sido reconocida en el extranjero, siendo nominada como una de los Mejores Actrices por su participación en la serie televisiva titulada "Manika" (2012).

## Biografía
Jane Oineza nació en la ciudad de Bani, Pangasinán. Su padre es Erwin Oineza, un hombre dedicado a los negocios y originario del norte de la isla de Luzón; su madre se llama Jen (née Urbano). Perteneciente a una familia que vivía en toda la región de Ilocos, Jane es bilingüe y habla con fluidez el tagalo, el inglés y un poco de ilokano; además, es de ascendencia española e indígena, de las ramas de los pangasinese e ilocandia.
Jane exploró para unirse a la industria del entretenimiento a una edad temprana. Sus primeras presentaciones en televisión fueron como modelo infantil. Allí se hizo famosa tras publicarse en veinte anuncios en televisión para diferentes marcas de productos.
A partir desde entonces, Jane Oineza se convirtió en la única sostén de la familia de su casa. Ella y sus  familiares se movieron en diferentes provincias para vivir en la región de la capital de Pásig, y más adelante en Ciudad Quezón.

## Filmografía

### Películas
| Año  | Título                       | Personaje         | Estudio                            |
| ---- | ---------------------------- | ----------------- | ---------------------------------- |
| 2014 | Endless                      | Jane              | ABS-CBN(Pinoy Big Brother: All In) |
| 2012 | 24/7 in Love                 | Bambi             | Star Cinema                        |
| 2012 | Amorosa                      | Amanda            | Star Cinema                        |
| 2010 | I Do                         | Awit              | Star Cinema                        |
| 2010 | Miss You Like Crazy          | Magdalena Samonte | Star Cinema                        |
| 2009 | Sampalataya                  | Mayumi            | Star Cinema                        |
| 2007 | Supahpapalicious             | Special Guest     | Star Cinema                        |
| 2007 | Bahay Kubo: A Pinoy Mano Po! | Young Rose        | Regal Films                        |
| 2002 | Bakit Papa?                  | Blossom           | Regal Films                        |

### Televisión
| Año                       | Título                                        | Personaje                                        | Canal   |
| ------------------------- | --------------------------------------------- | ------------------------------------------------ | ------- |
| 2015                      | Nasaan Ka Nang Kailangan Kita                 | Cristy                                           | ABS-CBN |
| 2014                      | Maalaala Mo Kaya:Bonnet                       | Rovil Villas                                     | ABS-CBN |
| 2014                      | Kris TV                                       | Ella misma / Invitado                            | ABS-CBN |
| 2014                      | The Singing Bee                               | Ella misma                                       | ABS-CBN |
| 2014                      | Gandang Gabi, Vice!                           | Invitado                                         | ABS-CBN |
| 2014                      | The Buzz                                      | Invitado                                         | ABS-CBN |
| 2014                      | It's Showtime                                 | Invitado                                         | ABS-CBN |
| 2014                      | Aquino & Abunda Tonight                       | Invitado (27 ago. 2014)                          | ABS-CBN |
| 2014                      | Pinoy Big Brother: All In                     | Ella misma (celebrity housemate/3.er big placer) | ABS-CBN |
| 2014                      | Maalaala Mo Kaya: Kwintas                     | Angie (joven)                                    | ABS-CBN |
| 2014                      | Luv U                                         | Joey                                             | ABS-CBN |
| 2013-present              | ASAP                                          | Ella misma (performer/co-host)                   | ABS-CBN |
| 2013                      | Maalaala Mo Kaya: Cake                        | Nene                                             | ABS-CBN |
| 2013                      | Muling Buksan Ang Puso                        | Natalia Mercado                                  | ABS-CBN |
| 2013                      | Wansapanataym: Mommy On Duty                  | Jonah del Rosario                                | ABS-CBN |
| 2013                      | Little Champ                                  | Brownsugar                                       | ABS-CBN |
| 2013                      | Juan dela Cruz                                | Shermaine                                        | ABS-CBN |
| 2012                      | Maalaala Mo Kaya: Bimpo                       | April                                            | ABS-CBN |
| 2012                      | Wansapanataym: The Amazing Gelliescope        | Janice Tuazon                                    | ABS-CBN |
| 2012                      | Maalaala Mo Kaya: Manika                      | Nene                                             | ABS-CBN |
| 2012                      | Aryana                                        | Perlita                                          | ABS-CBN |
| 2012                      | Oka2kat                                       | Princesa                                         | ABS-CBN |
| 2011                      | María la del Barrio                           | Vanessa de la Vega                               | ABS-CBN |
| 2011                      | Reputasyon                                    | Catherine Villamayor (joven)                     | ABS-CBN |
| 2011                      | Wansapanataym: Flores De Mayumi               | Sunshine                                         | ABS-CBN |
| 2010                      |                                               |                                                  | ABS-CBN |
| Shout Out!                | Ella misma (host/performer)                   |                                                  | ABS-CBN |
| Maalaala Mo Kaya: Bahay   | Nicole                                        |                                                  | ABS-CBN |
| Magkano Ang Iyong Dangal? | Alona Sandoval (joven)                        |                                                  | ABS-CBN |
| 2009                      | Maalaala Mo Kaya: Relo                        | Apple                                            | ABS-CBN |
| 2009                      | Maalaala Mo Kaya: Bola - The Vice Ganda Story | Jamie                                            | ABS-CBN |
| 2008                      | Maalaala Mo Kaya: Medyas                      | Jerelyn                                          | ABS-CBN |
| 2008                      | Ligaw na Bulaklak                             | Lilette                                          | ABS-CBN |
| 2008                      | Kung Fu Kids                                  | Moira Moi Ocampo                                 | ABS-CBN |
| 2007                      | Maalaala Mo Kaya: Telebisyon                  | Onay (joven)                                     | ABS-CBN |
| 2007                      | Prinsesa ng Banyera                           | Maningning Burgos (joven)                        | ABS-CBN |
| 2006                      | Bida si Mister, Bida si Misis                 | Jackie                                           | ABS-CBN |
| 2005                      | Maalaala Mo Kaya: Unan - The Julie Vega Story | Julie (joven)                                    | ABS-CBN |
| 2005                      | Wansapanataym                                 | Susie                                            | ABS-CBN |
| 2005                      | Goin' Bulilit                                 | Ella misma (varios roles)                        | ABS-CBN |
| 2005                      | Mga Anghel na Walang Langit                   | Amiga de Pepay                                   | ABS-CBN |
| 2004                      | Maalaala Mo Kaya: Poste                       | Shaina (joven)                                   | ABS-CBN |
| 2004                      | Marina                                        | Marina (joven) / Christina / Nanay Ista          | ABS-CBN |
| 2003                      | Sana'y Wala Nang Wakas                        | Arabella Grace García (joven)                    | ABS-CBN |
| 2001                      | Sa Dulo Ng Walang Hanggan                     | Arabella Crisostomo                              | ABS-CBN |